# Epistassi

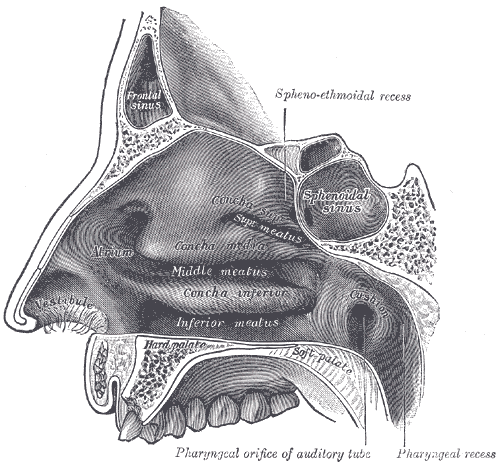
Anatomia normale delle fosse nasali

L'epistassi [dal greco ἐπίσταξις, lezione erronea per στάξις, "gocciolamento" (derivato di στάζω "gocciolare"), dovuta all'influenza di ἐπιστάζω, "far gocciare"] o rinorragia (dal greco ῥίς, ῥινός, "naso", e -(ρ)ραγία, derivato di un tema affine a ῥήγνυμι, "rompere", inteso come rottura di diversi vasi sanguigni), comunemente sangue dal naso, è un'emorragia originatasi all'interno delle fosse nasali. Il sangue può fuoriuscire anteriormente attraverso le narici oppure può transitare posteriormente nella faringe.

## Eziologia
L'epistassi nell'adulto, può essere di origine traumatica o patologica. In ogni caso occorre sempre prestare attenzione all'autoprotezione, evitando il contatto con il sangue di altre persone. Nei bambini si presenta spesso in caso di allergia con la rottura dei capillari.

### Trauma cranico
In caso di sospetto trauma cranico, una fuoriuscita di sangue, misto a liquido cerebro-spinale, può far supporre la frattura della base cranica. In tali casi l'infortunato non deve essere mai spostato, è necessario chiamare il soccorso (118) con urgenza.

### Altre cause
Un'altra causa dell'epistassi può essere anche un colpo di sole, ad esempio per l'esposizione prolungata della testa al sole estivo, o un colpo di calore.

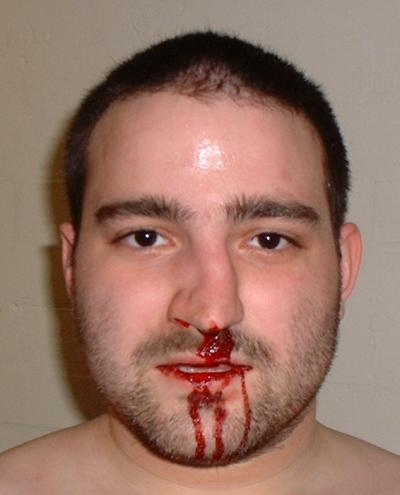
Frattura del setto nasale con epistassi

Può inoltre essere legata a patologie circolatorie, all'ipertensione o a malattie cardiache. In questi casi, il fenomeno è preceduto da mal di testa e ronzii alle orecchie.
Tra gli altri fattori locali vi sono le infezioni acute, quali riniti e sinusiti, mentre tra quelli sistemici annoveriamo le malattie del sangue quali la leucemia che inducono al sanguinamento, le malattie dei vasi di natura ereditaria quali la teleangectasia emorragica ereditaria, le malattie infettive quali la malaria, l'aumento improvviso della pressione sanguigna.
L'epistassi può essere anche causata dalla malattia di von Willebrand. Tipica è l'epistassi della donna gravida, non necessariamente segno di patologia. Potrebbe essere dovuta anche a malattie cardiache congenite come la coartazione dell'aorta postduttale.

## Percorso diagnostico

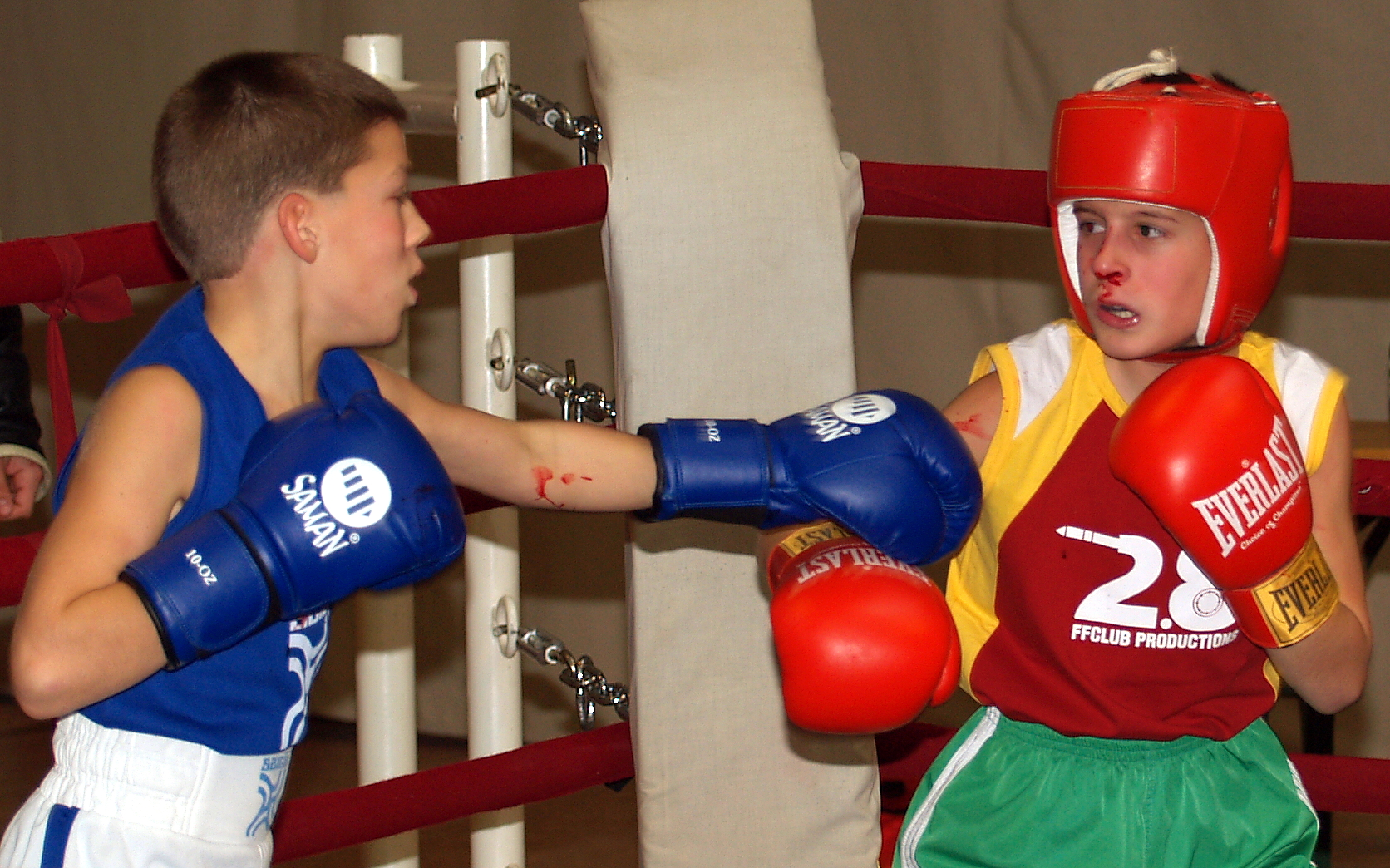
Il bambino batte nell pugilato sull'Ungheria.

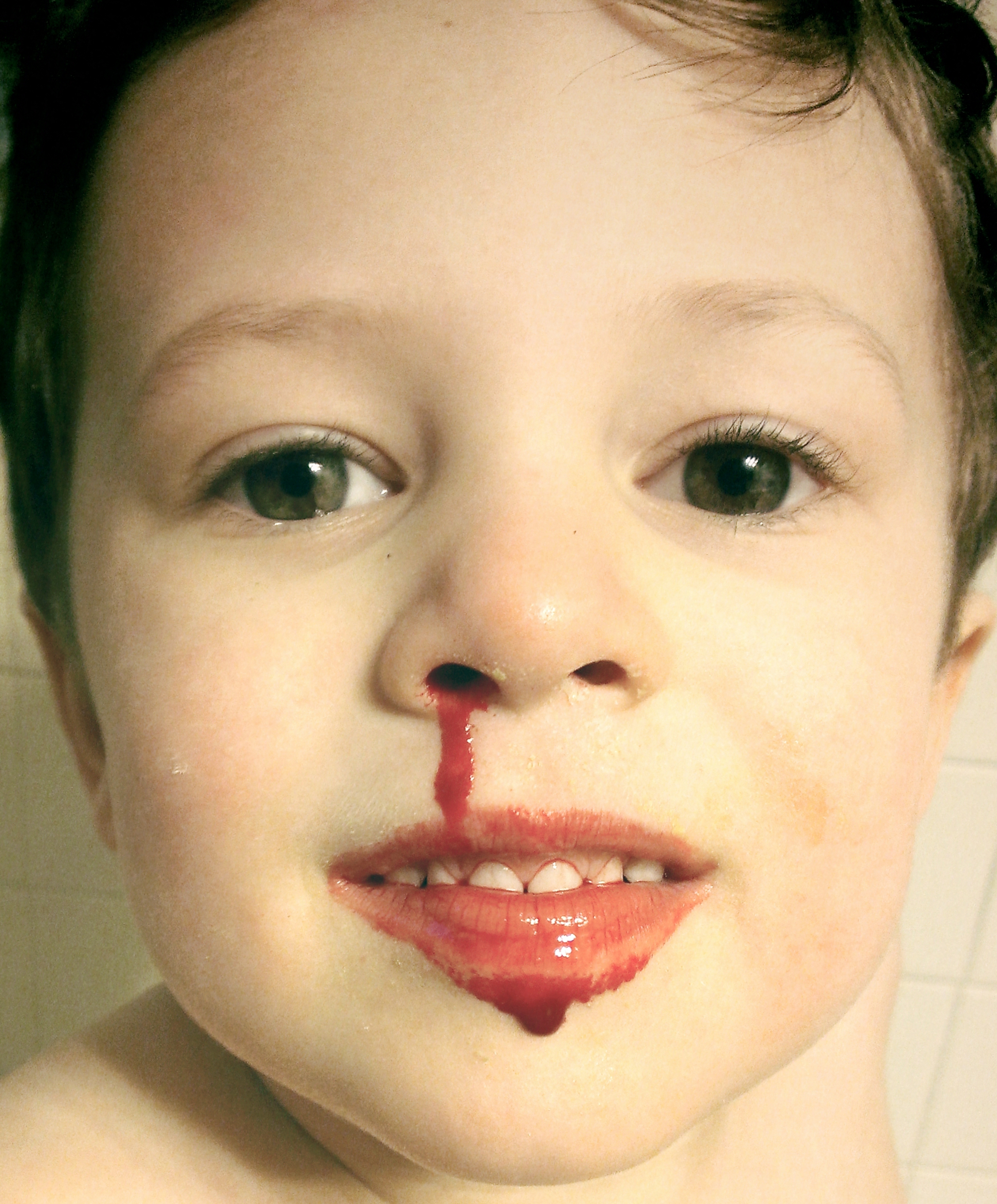
Sangue dal naso.

Il percorso diagnostico deve essere individualizzato a seconda delle caratteristiche del paziente e delle caratteristiche dell'epistassi che si osserva. Sarà necessario prendere in considerazione l'età del paziente, la sua anamnesi familiare e patologica, la monolateralità/bilateralità dell'epistassi e l'obiettività rinoscopica.
Le indagini che potremo dunque effettuare sono:
- Emocromo con formula leucocitaria, per possibili cause oncoematologiche.
- Test di coagulazione, nel sospetto di patologie della coagulazione.
- Sierologia per agenti infettivi
- Curva glicemica, nel sospetto di diabete mellito
- Eventualmente, profilo autoanticorpale (ANCA)
- Videoendoscopia nasale per la ricerca di corpi estranei, danno da sostanze chimiche, patologie iatrogene, anomalie anatomiche, neoplasie.
- TC splancnocranica, che consente di studiare eventuali esiti di traumi e, con mezzo di contrasto, eventuali patologie aneurismatiche della carotide interna e neoplasie.
- ECG, pressione arteriosa, per cause cardiovascolari.

## Trattamento

### Forme lievi
In questi casi, oltre a tranquillizzare il paziente, è opportuno far reclinare la testa in avanti, dal momento che ciò facilita il drenaggio del sangue e del muco, ne evita la deglutizione con il successivo vomito.
Dopo qualche minuto, è possibile effettuare una leggera compressione sulla narice che sanguina per ulteriori 5 minuti o se il sanguinamento proviene da entrambe le narici, utilizzando pollice e indice, sempre con delicatezza.
È consigliabile il tamponamento del naso.

### Casi più gravi
Oltre alle manovre di compressione già descritte, è possibile effettuare degli impacchi freddi sulla radice del naso; è consigliabile ricorrere alle cure del medico se il flusso del sangue è continuo e non accenna a diminuire.
In casi gravi è da evitare l'uso di tamponi in cotone, dal momento che le fibre di cotone si attaccano ai coaguli e quando vengono rimosse l'emorragia inizia nuovamente.
Se dovesse ripetersi spesso, l'otorinolaringoiatra può valutare l'applicazione di una soluzione adatta alla cauterizzazione chimica, oppure il tamponamento nasale con garze interne, da effettuarsi ambulatorialmente o in ospedale. I vasi cauterizzati cessano definitivamente di sanguinare. La cauterizzazione può essere effettuata anche attraverso un intervento chirurgico, grazie a delle lievi scariche elettriche.